# Grammitis werffii
Grammitis werffii là một loài dương xỉ trong họ Polypodiaceae. Loài này được L.E. Bishop Stolze mô tả khoa học đầu tiên năm 1993.